# Терез Дескейру
Вижте пояснителната страница за други значения на Терез Дескейру.
„Терез Дескейру“ (на френски: Thérèse Desqueyroux) е роман на френския писател Франсоа Мориак, издаден през 1927 година.
Действието се развива в Ланд, където отегчената съпруга на местен земевладелец се опитва да го отрови, но е оправдана в съда с неговото застъпничество, след което е затворена в изолирана къща. Романът е най-популярната книга на Мориак, а неговата главна героиня се появява в още две по-късни книги.
На български език „Терез Дескейру“ е преведен от Донка Меламед и издаден за пръв път през 1976 година.